# Nagda
Nagda är en stad i delstaten Madhya Pradesh i Indien, och tillhör distriktet Ujjain. Folkmängden uppgick till 100 039 invånare vid folkräkningen 2011.